# Paavolanjärvi
Paavolanjärvi är en sjö i Finland. Den ligger i kommunen Pudasjärvi i landskapet Norra Österbotten, i den centrala delen av landet, 600 km norr om huvudstaden Helsingfors. Paavolanjärvi ligger 121,2 meter över havet. Den ligger vid sjön Marikaisjärvi. Den är 3 meter djup. Arean är 1 kvadratkilometer och strandlinjen är 4,72 kilometer lång. Sjön  ingår i Ijo älvs huvudavrinningsområde. 